# Dactylolabis postiana
Dactylolabis postiana là một loài ruồi trong họ Limoniidae. Chúng phân bố ở miền Tân bắc.